# JPS (パチスロ)
株式会社JPS（ジェイピーエス）はパチスロ機の製造・販売等を行う東京都の企業。

## 概要
同社が初めて導入した機能､特徴の主なものに
- 頻繁に取りこぼす特定役(1枚役)による擬似的にチャンス目の再現及び取りこぼすことによって発生するプチRTによる連続演出の採用(ナースウィッチ小麦ちゃんマジカルて)
- リプレイタイムを利用した天井機能の導入（ホークIII）
- メダルが一定の純増枚数になるまで継続するART（リプレイタイムとアシストタイムが複合した形）の導入（アストロ球団）
- ボーナスフラグ成立後に突入するARTにより実質的な出玉増､継続率メインのゲーム性を実現（2027）
- パチスロホール各社に向けたプライベートブランド機種の開発・販売(Sオリスロ2AAシリーズ等)

などがあり他社より先駆けての新技術の採用､新戦略を積極的に取り入れていた｡
2015年10月5日に加盟していた遊技場メダル自動補給装置工業会を脱退。同年12月7日に日本電動式遊技機工業協同組合を脱退した。この時点で「パチスロ事業を廃止した」と報道されたが、株式会社シーオーエム主導のもと、2017年には『オリスロ』と銘打ってパチンコ企業に向けたプライベートブランド専用台の開発･販売を継続しており2019年に入り6号機の開発･販売も継続している。これらプライベートブランド専用台（PB機）は基本となるスペックは全て同一ではあるが、演出やサウンドが各社で異なっておりそれぞれ別の機種として扱われている。

## 沿革
- 1987年3月 - 株式会社大同エンジニアリング設立
- 1994年1月 - 商号を株式会社ダイドーエンジニアリングに変更
- 1995年9月 - 商号を株式会社ジェイピーエスに変更
- 2015年
  - 10月 - 本社を大阪市から東京都港区へ移転
  - 12月 - 日本電動式遊技機工業協同組合から脱退[2]

## 発売機種

### 5号機
| 機種名                                                     | 発売年月   | 備考                                             |
| ---------------------------------------------------------- | ---------- | ------------------------------------------------ |
| ナースウィッチ小麦ちゃんマジカルて                         | 2006年2月  | 初参入機種                                       |
| ウイニングレッド(-30)                                      | 2006年4月  |                                                  |
| 新造人間キャシャーン                                       | 2006年6月  | 型式名「パープル2」                              |
| ホークIII(-30)                                             | 2006年10月 | 5号機初の天井機能を搭載                          |
| ぐるぐる爆侍                                               | 2007年1月  |                                                  |
| ダイナマイトマン                                           | 2007年4月  |                                                  |
| アストロ球団                                               | 2007年5月  |                                                  |
| 2027                                                       | 2007年7月  |                                                  |
| トリプルホーク-30                                          | 2008年2月  |                                                  |
| 2027X                                                      | 2008年3月  |                                                  |
| ミュージックボックス五木ひろし                             | 2008年5月  |                                                  |
| 紅三四郎                                                   | 2008年7月  |                                                  |
| シュート!                                                  | 2008年8月  |                                                  |
| 新造人間キャシャーン                                       | 2008年12月 | 型式名「シンゾウニンゲン」                       |
| タイムリミット                                             | 2009年5月  |                                                  |
| 2027II                                                     | 2009年8月  |                                                  |
| どんまい!!ちゅ〜吉                                         | 2009年11月 |                                                  |
| バイオレントゾーン                                         | 2010年2月  |                                                  |
| 2027IINEO                                                  | 2010年4月  |                                                  |
| ロケットパニック                                           | 2010年9月  |                                                  |
| 走れメロス                                                 | 2010年12月 |                                                  |
| ドルマッチ                                                 | 2011年4月  |                                                  |
| パチスロ クイーンズブレイド 流浪の戦士                     | 2012年4月  |                                                  |
| パチスロ クイーンズブレイド2 玉座を継ぐ者                  | 2013年8月  |                                                  |
| パチスロ クイーンズブレイド2 玉座を継ぐ者 バトルバージョン | 2013年12月 |                                                  |
| ドリームジャンボ 〜幸福のチケットを君に〜                  | 2014年9月  | 型式名「ドリーム幸福のチケットを君にジャンボBB」 |
| テラシグマ                                                 | 2015年1月  |                                                  |
| サマージャンボ〜あの夏のチケットの行方〜                   | 2015年7月  | 型式名「サマーあの夏のチケットの行方ジャンボAA」 |
| ドリームジャンボ〜あの興奮をもう一度〜                     | 2017年6月  | 5.5号機                                          |
| YASUDA7                                                    | 2017年9月  | 5.5号機、やすだ専用機種                          |
| TOWSER（オリスロAA）                                       | 2018年6月  | 5.9号機                                          |

### 6号機
| 機種名                          | 発売年月   | 備考                                |
| ------------------------------- | ---------- | ----------------------------------- |
| パチスロミクちゃん              | 2019年1月  | タツミコーポレーション専用機        |
| どき!すろ（Sオリスロ2AA）       | 2019年8月  |                                     |
| パチスロたまピー                | 2019年12月 | 玉屋専用機                          |
| DIAMOND（Sオリスロ3AA）         | 2020年2月  |                                     |
| どんだけ                        | 2020年12月 | 東和産業専用機                      |
| オリスロ4プラス（Sオリスロ4AA） | 2021年5月  |                                     |
| メルヘンクエスト                | 2022年2月  |                                     |
| 2027（S2027DB）                 | 2022年4月  | PB参画企業専用機（20法人）          |
| S大花満                         | 2023年1月  | 6.5号機、PB参画企業専用機（40法人） |

PB機一覧
- オリスロAA
  - モナスロ - モナコパレス専用機
  - あっぱれ!プレゴ - プレゴ専用機
- Sオリスロ2AA[8]
  - BELLE CITY - シティコミュニケーションズ専用機
  - スロットワンダーエージェント - タイラグループ専用機
  - タマどき! - コンサートホール専用機
  - 花娘 - JINブランドで販売
- Sオリスロ3AA
  - HYPER UPYELL - アプリイ・ネットワーク専用機
  - スロまる - ひぐちグループ専用機
  - パチスロ123 - 延田エンタープライズ専用機
- Sオリスロ4AA
  - HYPER UPYELL Z - アプリイ・ネットワーク専用機
  - メルヘンクエスト - カツヨシ商事（メルヘンワールド）専用機
- S 2027DB[9] - 合田観光商事（ひまわり）、メルヘンワールド、シティコミュニケーションズ、プレゴ、ビショップ（パールショップともえ）、カクタ（パールショップともえ）、キコーナ、アプリイ・ネットワーク、キング観光、敬愛（SLOT SIGMA、ビッグマックス、なないろ）、ラッキープラザ、延田エンタープライズ、勇誠観光開発（SUPER COSMO、遊遊亭）、タツミコーポレーション、デルパラ（デルパラ、サンクチュアリ）、玉屋、三宝商事（まるみつ）、楽園、他3法人専用機

## 備考
1. ↑  JPSが日電協を脱退遊技通信web 2015年12月10日
2. 1 2  “JPSが事業廃止”.   遊技日本 (2015年12月9日). 2015年12月9日閲覧。
3. ↑  一挙5機種同時発表！ JPS『Sオリスロ2AA』がこの夏登場!!
4. ↑  JPS、6社共同のPBパチスロ機を発表
5. ↑  株式会社シーオーエムについては2016年3月に設立されており事業内容に｢遊技機メーカーの運営･コンサルティング｣と記載があるがJPSとの関連性は表立っては公表されていない。しかしながらドリームジャンボシリーズ以降の発表については全てシーオーエム社とJPS社の共同という扱いにてプレスリリースが出されており、製造･販売はJPSが行っている状況である。
6. ↑  “メルヘンクエスト機種情報”.   777パチガブ (2022年2月21日). 2023年1月26日閲覧。
7. ↑  “S2027DB機種情報”.   777パチガブ (2022年4月18日). 2023年1月26日閲覧。
8. ↑  “ジェイピーエス、『Sオリスロ2AA』のプレス発表会を開催”.   パチンコビレッジ (2019年6月21日). 2019年8月20日閲覧。
9. ↑  “2027シリーズ最新作がリノタイプで登場！4月中旬から1,000台の限定導入”.   グリーンべると (2022年4月8日). 2022年4月22日閲覧。